# Saveus
Saveus (* 9. Oktober 1992 in Ørum), eigentlicher Name Martin Hoberg Hedegaard, ist ein dänischer Sänger, der die erste dänische Staffel der Talentshow X-Factor am 28. März 2008 gewonnen hat. Mit 15 Jahren ist er der jüngste Gewinner einer X-Factor-Castingshow.

## Biographie
Geboren wurde Hedegaard 1992 im dänischen Ørum, einem kleinen Ort, zentral in Jütland gelegen. Bevor er 2008 bei X-Factor teilnahm, hatte er Gesangsunterricht und trat in einem Schul-Musical auf.

### X-Factor
Die drei Jury-Mitglieder (Lina Rafn, Remee sowie Thomas Blachman) waren nach seinem Vortrag spontan von Martin begeistert. Nach seiner ersten Audition stand Remee auf und schüttelte ihm die Hand mit den Worten „bevor er ein Superstar wird“.
Später in den Live-Shows begeisterte er immer wieder die Jury und die Zuschauer mit Songs wie Kiss from a Rose, Somebody to Love oder Goodbye My Lover.
Am 28. März stand er im Finale gegen seine Kontrahentin Laura. Mit den Songs The 1, For Once in My Life sowie Somebody to Love überzeugte er die Zuschauer und gewann somit die Staffel von X-Factor.

### Veröffentlichungen als Martin
Seine erste Single, die in die Musikläden kam, war sein Gewinnersong The 1, der von Null an die Spitze der dänischen Charts kam und sich vier Wochen auf Platz 1 halten konnte.
In der ersten Juniwoche kam sein erstes Album Show the World in die Charts und landete ebenso direkt an der Spitze. Es wurde mit über 60.000 verkauften Exemplaren mit Doppel-Platin ausgezeichnet.
Aus diesem Album brachte Martin auch seine zweite Single auf den Markt. Show the World kam wie die erste Single und das Album sofort auf Platz eins und verblieb dort vier Wochen.
Zwischen dem 31. Oktober und 6. Dezember 2008 absolvierte er seine zweite Tournee. Dabei war er in elf Städten Dänemarks unterwegs.

### Comeback als Saveus
Danach wurde es lange Zeit ruhig um den Sänger. Erst mit 23 Jahren kehrte er wieder auf die Bühne zurück und nannte sich von da an Saveus. Mit der Single Levitate Me hatte er 2015 unter dem neuen Namen einen weiteren Charthit.

## Diskografie

### Alben
- 2008: Show the World (als Martin)
- 2017: Will Somebody Save Us (EP)
- 2018: Neuro
- 2022: Rainman

### Singles
- 2008: The 1 (als Martin)
- 2008: Show the World (als Martin)
- 2015: Levitate Me
- 2017: Will Somebody Save Us (DK: Gold)
- 2017: Himalaya (DK: Platin)
- 2018: Time Can Heal A Man (DK: Gold)

Weitere Lieder mit Auszeichnungen
- 2017: Everchanging (DK: Gold)
- 2018: Ready To Die (DK: Gold)
- 2022: Dark Vibrations (DK: Gold)